# 1960年自由民主党総裁選挙
1960年自由民主党総裁選挙（1960ねんじゆうみんしゅとうそうさいせんきょ）は、1960年（昭和35年）7月14日に行われた日本の自由民主党の党首である総裁の選挙である。

## 概要
1960年6月23日、岸信介総裁が安保騒動の責任をとって辞意を表明したことに伴い、次期総理総裁を決めるべく執行された。
当初、岸は自身のイニシアチブによって、候補者を一本化することが好ましいと考えたが、池田勇人、大野伴睦、石井光次郎、藤山愛一郎、松村謙三の5人が立候補の意思を示した。話し合い路線でいけば、副総裁の大野が暫定的に総裁になる可能性があったが、それゆえに池田は話し合いを拒み、公選を主張して頑として一切の話し合いには応じず、話し合いを主張した大野や石井と対立した。公選を主張する池田の態度は、極めて高姿勢に映り、公選前の数日間、新聞とテレビで「強情なヤツ」などと凄まじく叩かれた。
7月5日、まず池田が立候補を正式に表明、8日に大野が続く。10日、岸に「君が立候補したらどうだ」といわれていた藤山が小沢佐重喜、江崎真澄、遠藤三郎らに推され10日に立候補を表明したが、12日になって再び岸に「君、立候補をやめて池田を助けてくれないか」と言われた。10日、石井と松村も「反主流派の代表」として三木・松村派に擁せられて立候補を表明した。吉田が池田支持を明らかにすると、大野、石井両派は、2、3位の連合戦線を結成した。池田支持対大野、石井両派の対立が激化したため、川島正次郎幹事長らは、党大会を7月13日に決め、できれば一本化し公選を実施せず、やむを得ない場合は公選を実施することに決めた。
池田は安保闘争の最中に自衛隊の治安出動を強く主張したこともあって、池田政権では岸路線が継承されると見る向きが強かった。自民党の長老的存在だった正力松太郎は「この混乱のさなかに強気一点張りの池田に果たして時局の収拾ができるかどうか」と危惧した。池田側近の宮澤喜一は朝日新聞論説主幹・笠信太郎に呼びつけられ「このような社会が荒れた後は、治者と被治者といった対立をなくすことが必要だと思う。池田さんのような荒武者は、仕事はできるかもしれないが、対立を深める恐れがある。少々仕事はできなくてもいいから、性格の穏健な人に総裁を譲ってもらいたい」と朝日新聞OBの石井光次郎を推薦され、池田に伝えて欲しいと頼まれた。宮澤も「高圧的な岸に続いて横柄なイメージを持つ池田が首相になれば、自民党そのものが致命的な打撃を受けかねない」と考えていたため、笠の進言通り、人心が鎮静する穏やかな人柄の石井を主張した。宮澤も大平も総裁公選の立候補には時期尚早と反対していたが、池田は「おれの目には、政権というものが見えるんだよ。おれの前には政権があるんだ」と、己の勝負どきだと直感し忠告を一蹴した。
当初は佐藤栄作も立候補を考えていたが吉田茂に「こういう時代の総裁には正直者を先にした方がいい」と、池田が政権を取っても短命を予想し、吉田に総裁選立候補を自重させられ、池田を支持するよう説得させられていた。佐藤派は「池田が首相になると、佐藤の時代が遠のくのではないか」と危惧し、しかし党人派に政権を渡すことは考慮の外でもあり内部は混乱していた。岸もかねがね弟の佐藤を後継にしたいという気持ちを持っていたが、兄の次にすぐ弟というわけにもいかず、ホンネは気心の知れた盟友で人物もいい藤山がよかったのだが、藤山には力がなく、党内の力関係からいっても藤山ではムリと佐藤が判断し、結局佐藤派は池田支持に回った。岸は表向き中立を装ったが吉田と賀屋興宣と相談し、池田支持を決めていたともいわれる。
後継選びは党内の派閥対立が前面に出た激しい争いになり、自民党は事実上の分裂状態といわれるほどの混乱に陥った。岸派は三分裂し、岸、福田赳夫らは佐藤派とともに池田支持、川島正次郎、赤城宗徳らは大野支持、綾部健太郎、南条徳男、武知勇記らは藤山支持、一万田尚登は石井派だった。大会二日前の7月11日、河野一郎の奔走によって、大野、石井、川島、一万田、高碕達之助、正力松太郎の六者が会談し「党人派結集」へ一致、「岸亜流政権反対」「官僚政治反対」を打ち出した。しかし党人派の結集は諸刃の剣であった。支持の範囲を広げる効果を持ったものの、主力の河野や三木武夫は安保の採決の本会議を欠席していた。それは安保に政治生命を賭けた岸にとって許しがたい行為であった。岸は特に三木を「世の中で一番嫌いな奴」と異常に嫌っていた。池田支持派の参謀は佐藤、石井支持派の起動力は河野であったが、実際に佐藤派を引っ張って池田支持にまとめたのは田中角栄といわれる。佐藤派内では、木村武雄、橋本登美三郎、愛知揆一、松野頼三の4人が反池田であったが、佐藤派の内部が乱れれば、河野にしてやられるという危機感から派内の結集がなった。公選となった場合、池田派、石井派、大野派はいづれも自分の陣営が当選するとシミュレーションしていた。
7月12日の深更に事態は急転した。大野、石井両派は、2、3位連合を組めば勝算は充分あると踏んでいたが、石井派は参議院議員が池田派に切り崩されて戦える状況になく、石井の指示を受けた灘尾弘吉が大野派の参謀である水田三喜男、青木正、村上勇らと会い「大野派が2、3位連合に期待しても、石井派は期待に応えられる状況にない」と伝えて来た。石井派が崩れたのは、大野の後ろに河野がいると警戒されたからである。石井派との2、3位連合にメドが立たないと大野の勝算はない。未明にもかかわらず、川島や河野、児玉誉士夫も駆けつけて大野を中心に大評定が始まり、河野が大野を説得し13日の明け方6時半に大野が立候補を辞退した。大野の方が降りたのは、大野派は結束が堅く大野が降りても石井に票を集めることができるが、石井が降りると石井派の票が池田に流れるという見通しになったためである。松村もこれに応じて出馬を取りやめ、三木・松村派は石井支持を表明し、岸、池田、佐藤の官僚派連合に対抗し、候補者を石井に一本化して党人派連合を組む方針を決定。総裁選は池田、石井、藤山の3人の争いとなった。
この時点での党人派の盛り上がりはすさまじく「池田は負けた」と囁かれた。しかし党人派は策戦を間違えた。予定通りこの日に公選に持ち込んでいたら、石井が当選していたといわれる。ところが産経ホールはこの日の夜、藤原義江のリサイタルが予定されていて長くは使えず、このため党人派は1日延期する方を選んだ。この一夜のうち、岸、佐藤らは池田派の体制立て直しをやった。池田と親しくかつ河野一郎をかねてから警戒していた「財界四天王」を中心とする財界主流が、熱心に岸を口説いたのである。これを受け、それまで池田派のとりまとめを佐藤一人に任せていた岸が、岸派60人を集め、もう一度再結集して池田を支持するよう説得。この戦略が成功、党人派の産婆役の一人だった川島正次郎もあっさり仲間を引き連れて池田の支持に回った。松野頼三は「岸は池田に色々虐められたから池田を快しとしていなかったが、遠縁でもある吉田に『次は池田にしてやってくれ』と頼まれていた」と述べている。藤山派は「筋を通す」建て前から、立候補は辞退せず、第二回投票では池田支持という態度を明らかにするなど、池田支持派が一気に巻き返した。
こうして1960年7月14日、会場を日比谷公会堂に移して池田、石井、藤山の3名による選挙が行われ、池田が大勝した。保守本流の危機を突破する役割を池田が果しえた主因は、勿論運もあるが、池田の決断とブレーンの後押しにあったといえる。その日の午後、首相官邸における新総裁披露宴の最中、岸はテロに見舞われ重傷を負い、後味の悪い幕切れとなった。刺された理由は、先に岸が4人全員に渡していたとされる次期総裁を約束した空手形と関係するといわれる。
池田陣営は財界主流をバックに総額10億円ともいわれる空前の実弾爆弾を仕掛けたとされる。これに対して大野が用意した実弾は3億円だったとされる。後で川島は大野に3000万円返したといわれる。但し宏池会の裏方を任された大平は池田に「"ビタ一文、金を使うようなことは相ならん"と言われ、事実その通り実行した」と述べている。

## 選挙データ

### 総裁
- 選挙前：岸信介（第3代）
- 選挙後：池田勇人（第4代）

### 投票日
- 1960年（昭和35年）7月14日

第8回臨時党大会で実施。

### 選挙制度
- 決選投票制

総裁公選規程に基づく公選
投票方法
秘密投票、単記投票、1票制
選挙権
党所属国会議員、党都道府県支部連合会地方代議員
被選挙権
党所属国会議員
有権者
（不明）
- 党所属衆議院議員：（不明）
- 党所属参議院議員：（不明）
- 地方代議員　　　：092

## 選挙活動

### 候補者
立候補制ではなかったものの、選挙活動した国会議員。
| 池田勇人                                              | 石井光次郎                                      | 藤山愛一郎                                          |
|                                                       |                                                 |                                                     |
| 衆議院議員 （5期・広島2区） 通商産業大臣（1959-現職） | 衆議院議員 （4期・福岡3区） 副総理（1957-1958） | 衆議院議員 （1期・神奈川1区） 外務大臣（1957-現職） |
| 宏池会 （池田派）                                     | 水曜会 （石井派）                               | 愛正会 （藤山派）                                   |
| 広島県                                                | 福岡県                                          | 東京府                                              |

## 選挙結果
第1回総裁選から1972年（昭和47年）の第12回総裁選までは立候補制ではなかったため、自民党所属の国会議員への票はすべて有効票として扱われた。

### 候補者別得票数
| 候補者                   | 第1回投票 | 第1回投票 | 第2回投票 | 第2回投票 |
| 候補者                   | 得票数    | 得票率    | 得票数    | 得票率    |
| ------------------------ | --------- | --------- | --------- | --------- |
| 池田勇人                 | 246       | 49.40%    | 302       | 60.89%    |
| 石井光次郎               | 196       | 39.36%    | 194       | 39.11%    |
| 藤山愛一郎               | 49        | 9.84%     |           |           |
| 松村謙三                 | 5         | 1.00%     |           |           |
| 大野伴睦                 | 1         | 0.20%     |           |           |
| 佐藤栄作                 | 1         | 0.20%     |           |           |
| 総計                     | 498       | 100.0%    | 496       | 100.0%    |
| 有効投票数（有効率）     | 498       | %         | 496       | %         |
| 無効票・白票数（無効率） |           | %         |           | %         |
| 投票者数（投票率）       |           | %         |           | %         |
| 棄権者数（棄権率）       |           | %         |           | %         |
| 有権者数                 |           | 100.0%    |           | 100.0%    |
| 出典：朝日新聞           |           |           |           |           |

## 備考
- この総裁選の後、当時、自民党政治家のゴーストライターをやっていた渡邉恒雄に『サンデー毎日』から、「大野伴睦の名前で、池田の金権政治に抗議するという内容の手記を書いてくれ」という注文がきた。大野は鷹揚で「大野さん、『サンデー毎日』から手記を頼まれましたけども、書いていいですか」と渡邉が聞いたら「おう、適当に書いておいてくれ」という調子で、「原稿を見てくれませんか」と言っても「いい、いい、任せた」などと言われた。それで大野の手記の体裁で『サンデー毎日』1960年7月31日号に「陰謀政治は許されない 伴睦ここに大死一番」というタイトルで30枚の記事を書いた。当時の渡邊の原稿料は1枚千円だったが、大野の名前で書いた原稿料は1枚1万円で30万円になった。渡邊の月給は当時2万円だったので、思わぬ大金が入り毎晩後輩記者を飲ませていたら「渡邊が派閥を作っている」と言われたという[33]。なお、大野は池田が一年生ながら大蔵大臣に抜擢された際に、猛反発する党人派を宥めて池田を推したことから、大野と池田は仲が良く、大野が「池田は正々堂々と(?)戦ってくれた。池田に恨みは全くない」と渡邊に「池田に言って衆議院議長を取ってきてくれ」と頼み、渡邊が仲の良い大平に頼んだが、衆議院議長はダメで副総理を予定したが、佐藤栄作が反対し、1962年の第2次池田内閣 (第2次改造)のとき、副総裁に就任している[34]。